# 寶山滬劇團
寶山滬劇團是中華人民共和國上海市的一個滬劇演出團體，成立於1978年12月。該團剛組建時團員大多為成立於1949年8月的原上海市勤藝滬劇團的團員。寶山滬劇團首任團長為楊飛飛。1979年，寶山滬劇團推出作品《第二次握手》。1980年推出《茶花女》等作品。1981年推出《絕世逢生》等作品。2012年推出《挑山女人》。